# Pierre-Jean de Béranger
Pierre-Jean de Béranger (Párizs, 1780. augusztus 19. – Párizs, 1857. július 16.) francia lírikus.
Béranger a magyaroknak akkor született, amikor Petőfi olvasott először Béranger-sort, s azért él ma is nekünk, mert Petőfi akarta.

## Életútja
Tizennégy éves korában nyomdába állott inasnak, és itt tanulta meg a helyesírást és a stílus elemeit. Költői hajlamainak fejlesztésére nagy hatással voltak Molière vígjátékai. Időközben Béranger szülei vagyonilag teljesen tönkrementek, és Béranger már Egyiptomba akart menni katonának. Végül anyagi segítségért fordult Lucien Bonaparte szenátorhoz, elküldve neki első költői kísérleteit. Lucien Bonaparte maga is író ember volt, értékelte a fiatal tehetséget és nagylelkűen az Institut tagjait megillető évi díjazásban részesítette. Később az Universitén titkári állást nyert, amelynek jövedelméből gond nélkül élhetett költészetének. Ebből az időszakból (1810-14) valók legvidámabb dalai. 1813-ban írta Napóleont gúnyoló szatiráját: Le Roi d'Yvetot. 1815-ben megjelent dalainak első gyűjteményét, a Chansons morales et autres-t (Párizs) a közönség nagy lelkesedéssel fogadta, de feljebbvalói néhány politikai tartalmmú verse miatt megrótták. Béranger a második kötet kiadásakor (Chansons, deuxième recueil, 1821) lemondott állásáról. Ebben a kötetben a politikai tendencia még élesebben jelentkezik, dalainak iróniája a visszatért dinasztia és a megtorlásra vágyó arisztokrácia ellen irányul.
Az eközben végbemenő politikai változásokban Béranger nem vett részt, de költészetében továbbra is ellenzéki maradt. Les marquis de Carabas, Paillasse, Le ventru, Le capucins, Les révérends peres, Les enfants de la France című műveit hazafiúi lelkesedés hatja át. E műveket a kormány elkobozta és Béranger-t 3 havi fogságra és 500 frank pénzbírságra ítélte. Következő kötetének dalait a börtönben kezdte írni. Chansons nouvelles (1825) című gyűjteményét 1828-ban a Chansons inédites követte. E költemények miatt ismét 6 havi fogságra és 10 000 frank pénzbírságra itélték, mely összeget barátai nyilvános aláírások útján gyűjtötték össze. De mindezek a büntetések nem tántorították el Béranger-t meggyőződésétől és tovább harcolt a «haladás és szabadság ellenségei ellen».
1830-as júliusi forradalom idején aktívan részt vett Lajos Fülöp trónra juttatásában, a sikeres fordulat után mégsem fogadott el semmiféle hivatalt vagy felkínált tisztséget. 1833-ban Perrotin könyvkereskedő megvette tőle költeményeinek kiadási jogát, aminek fejében Béranger-nek évenkénti 3000 frank járadékot biztosított. Életében utolsóként megjelent dalgyűjteményét Lucien Bonaparte-nak ajánlotta: (Chansons nouvelles et dernières, 1833). Ezeket a dalokat már az új szellem ihlette, bennük a kor (utópikus) szocialista mozgalmaival rokonszenvező hang szólal meg. Ettől az időtől fogva leginkább Passy-ban élt. Az 1848-as forradalom idején – bár nem jelöltette magát – népszerűsége miatt megválasztották képviselőnek, de csakhamar lemondott. 1852-ben visszatért Párizsba és ott is halt meg. Temetését nagy pompával, de jelentős rendőri készültséggel maga az állam rendezte. Hátrahagyott művei közül életrajza és utolsó dalai (Ma biographie és Dernieres chansons) 1857-ben jelentek meg.

## Költészete
Béranger korának legnagyobb francia dalköltője volt. Költészetében a nép érzésvilágát az ennek megfelelő egyszerű formákban juttatta kifejezésre, ezzel magyarázható nagy népszerűsége. Első kötetének dalait még csak a kabarévendégek szórakoztatására szánta, de később költészete elmélyült. Dalait szeretetreméltó egyszerűség, gyakran ironikus hang, érzelmes vagy olykor érzelgős stílus, a népies ihletés és a népi érdekek védelme jellemzi. Hangot adott a dicső francia múlt iránti nosztalgiának és a restauráció idején a városi polgárság érzéseinek.
Népszerűsége a század utolsó évtizedeire elmúlt, az új írói nemzedék idejétmúltnak tartotta verseit. „Műveltsége hiányos, szellemi látóköre szűk, erkölcsi érzéke fogyatékos, mélyebb érzésekre képtelen.” – írta róla lenézőn egy magyar bírálója az 1920-as években. A francia irodalom és kultúra azonban ma is kiemelkedő költői között tartja számon. Szinte nincs olyan művelt nyelv, melyre ne fordították volna le legalább néhány versét. Nálunk Petőfi révén lett ismert, aki elsősorban a „világszabadság” eszméjéért lelkesedett érte. Magyarra többen fordították, köztük Szász Károly, Illésy, Szabó Endre és mások.

## Magyarul
- Önéletrajzom, 1-2.; ford. Kludik Imre; Hay Ny. Szolnok, 1881
- Béranger válogatott versei; ford. Ábrányi Emil et al., utószó Kardos László, jegyz. Hankiss Elemér, szerk. Kardos László, Rába György; Európa, Bp., 1957